# Замок Донабейт

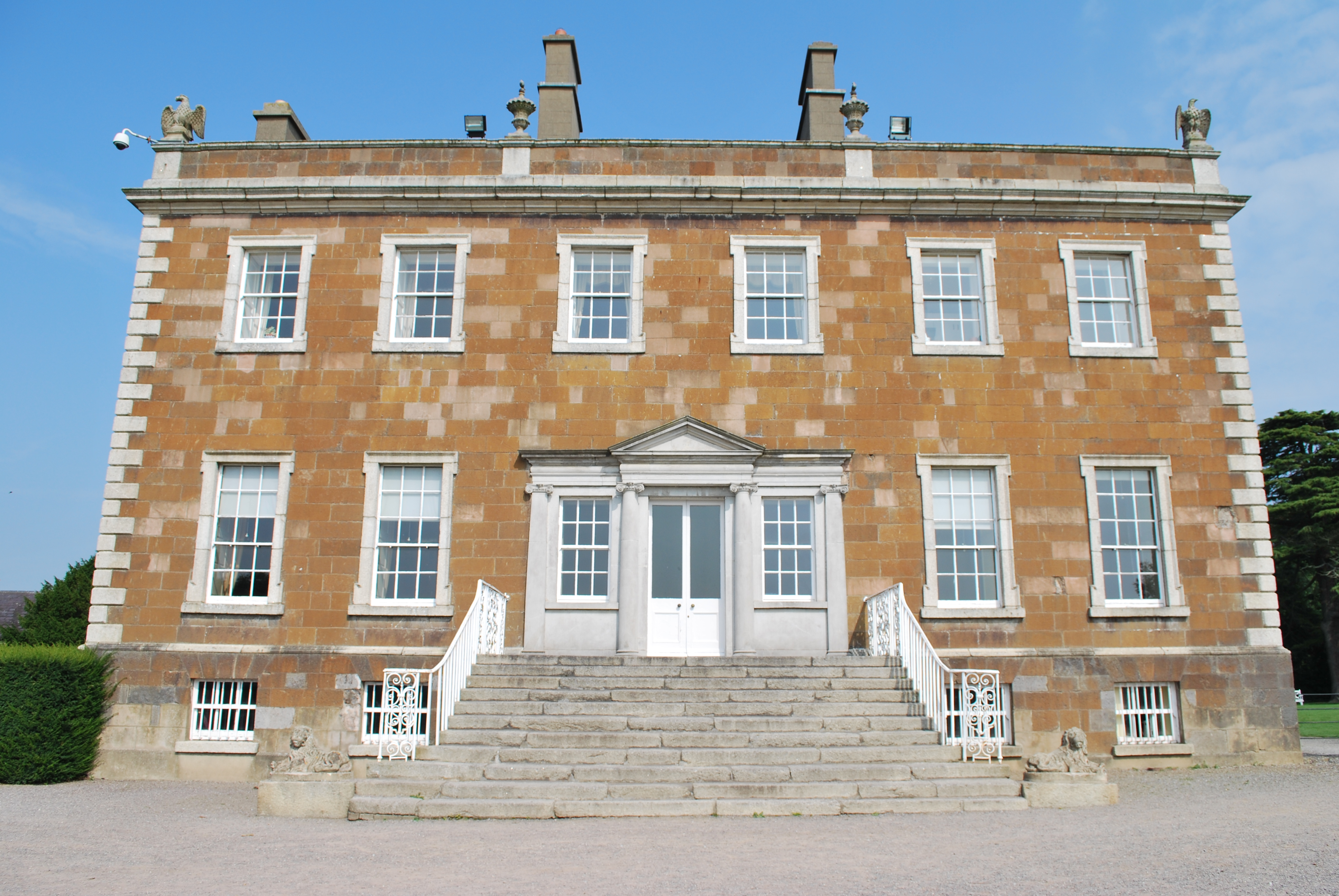
Будівля замку

Замок Донабейт (англ. Donabate Castle, Newbridge House) — замок Ньюбрідж-хаус — один із замків Ірландії, розташований в графстві Дублін. Є прекрасним зразком шляхетного особняка часів короля Георга. Побудований у 1736 році як резиденція архієпископа Чарльза Кобба за проектом відомого ірландського архітектора Джорджа Семпла (1700—1782) та шотландський архітектор Джеймса Гіббса (1682—1754). Замок займає площу 350 акрів, побудований з білого італійського мармуру, та дикого каменю з Портланду, має штукатурку та оздоблення в стилі Рококо. Замок належав родині Кобб до 1985 року, поки не був проданий Раді баронства Фінгал. При цьому була укладена унікальна угода, яка полягає в тому, що родина Кобб може залишитися в замку неповний робочий день. У замку збереглися старовинні меблі родини Кобб, твори мистецтва, що колись належали цій родині. Біля замку є 29 акрів землі сільгоспугідь, двір, який включає в майстерню теслі та кузню.